# Emilia María Guadix Escobar
Emilia María Guadix Escobar es catedrática de Ingeniería Química de la Universidad de Granada.

## Biografía
Se doctoró en Ciencias Químicas en 1992 en la Universidad de Granada, recibiendo el Premio Extraordinario por su tesis sobre el desarrollo de hidrolizados de proteínas hipoalergénicos para leches maternizadas. Realizó varias estancias de investigación postdoctorales, entre ellas, en la University College London, donde trabajó sobre la simulación y optimización de procesos.
Desde 2010 dirige el grupo de investigación de Biorreactores (BIO-110) cuya investigación se centra en el desarrollo de procesos de reacción enzimática, separaciones con membranas y estabilización de alimentos. Una de sus principales líneas de investigación es la obtención, mediante hidrólisis enzimática de la fracción proteica, de péptidos antioxidantes, antihipertensivos, reguladores de índice glucémico y emulsionantes.
Ha sido coordinadora del área de Alimentos en la Agencia Andaluza del Conocimiento y asesora científica de la empresa Puleva Biotech S.A.
Desde el 2010 es la directora académica del programa de formación continua de los empleados en Abbott Laboratories, S.A.

## Obra
Es autora del libro Hidrólisis enzimática de las proteínas del suero láctico.
Ha publicado 81 artículos en revistas indexadas JCR, 57 en revistas de Q1, 20 en revistas de Q2 y 4 en Q3. 
Es coinventora de una patente internacional y una nacional.
Es coautora de 19 capítulos de libro en editoriales como CRC Press y Nova Publishers, así como de 13 artículos en revistas no idexadas en JCR.